# Os Cosmonautas
Os Cosmonautas é um filme brasileiro de 1962 do gênero Comédia dirigido por Víctor Lima. Os desenhos nos letreiros iniciais são de Ziraldo.

## Elenco
- Ronald Golias...Gagarino da Silva
- Grande Otelo...Zenóbio
- Neide Aparecida...Krina Iris, a alienígena
- Álvaro Aguiar...Professor Inácio
- Telma Elita...Alice
- Carlos Tovar...Deputado Veloso
- Átila Iório...Zeca
- Wilson Grey...Otávio
- César Ladeira

## Sinopse

Neide Aparecida, Ronald Golias e Grande Otelo no filme Os Cosmonautas (1962).

O programa espacial brasileiro lança o foguete "Nacionalista I" de Cabo Carnaval (provavelmente no Rio de Janeiro) com o orangotango Frederico a bordo. Com o retorno do animal vivo, o professor Inácio - principal cientista do programa espacial - começa a trabalhar no lançamento do foguete "Nacionalista 2", que deverá levar dois seres humanos para a Lua. Ele chama Zenóbio, o chefe do FBI - Federação Brasileira de Investigações -  e o incumbe de trazer dois homens capacitados, isto é, "inuteis e desnecessários para a sociedade", que ninguém sentirá falta se morrerem na viagem, para serem os cosmonautas. Zenóbio acompanha amigos policiais até uma casa clandestina de jogos (com o cartaz na parede "Aqui o jogo é honesto") onde é preso o perigoso bandido Zeca. Zenóbio o considera "inútil e desnecessário" e Zeca é escolhido como o primeiro cosmonauta. O segundo cosmonauta é Gagarino da Silva, de Nova Iguaçu. Gagarino (referência ao famoso cosmonauta Gagarin da União Soviética) é um vendedor de aspiradores de pó (que ele chama de "inspiradores de pó") fracassado e, ao salvar Zenóbio de Zeca, é levado até a base espacial, onde suas trapalhadas o fazem ser escolhido como o segundo tripulante do foguete. Durante o árduo treinamento, Zeca planeja roubar o dinheiro do cofre da base enquanto Gagarino conhece uma moça alienígena chamada Krina Iris que tem um plano que envolve outro aparelho do Professor Inácio: uma bomba de cobalto de 400 megatons.

## Citações
- "Não fica me olhando com esse ar de superioridade" - Zenóbio fala a Frederico depois que o animal ficou famoso como o primeiro cosmonauta brasileiro
- Após momentos de tensão com o silêncio no rádio da base, sem comunicação com a cápsula espacial em órbita, Gagarino entre em contato dizendo que está bem. O Deputado Veloso grita "Vitória!" e Gagarino responde "Já passei por lá", confundindo provavelmente com a cidade de Vitória (Espírito Santo).
- "Pastilha, isto é, cápsula" - Professor Inácio que costuma se atrapalhar com as palavras, fazendo sem querer um trocadilho de cápsula espacial com cápsula (medicamento).